# A Republikanska futbolna grupa 1968-1969
La A Republikanska futbolna grupa 1968-1969 fu la 43ª edizione della massima serie del campionato di calcio bulgaro concluso con la vittoria del CSKA Septemvriysko zname Sofia, al suo quattordicesimo titolo.
Capocannoniere del torneo fu Petăr Žekov del CSKA Septemvriysko zname Sofia con 36 reti.

## Formula
Come nella stagione precedente le squadre partecipanti furono sedici e disputarono un turno di andata e ritorno per un totale di trenta partite.
Le ultime due classificate retrocedettero in B RFG.
Le squadre ammesse alle coppe europee furono quattro: i campioni nazionali alla Coppa dei Campioni 1969-1970, la vincitrice della Coppa di Bulgaria alla Coppa delle Coppe 1969-1970 più due ulteriori club, uno di Plovdiv e uno di Sofia, alla Coppa delle Fiere 1969-1970.

## Classifica finale
|    | Classifica                          | G  | V  | N  | P  | GF | GS | Dif | Pt |
| -- | ----------------------------------- | -- | -- | -- | -- | -- | -- | --- | -- |
| 1  | CSKA Septemvriysko zname Sofia (CB) | 30 | 22 | 3  | 5  | 74 | 38 | +36 | 47 |
| 2  | Levski-Spartak Sofia (C)            | 30 | 17 | 6  | 7  | 59 | 33 | +26 | 40 |
| 3  | PFC Lokomotiv Plovdiv               | 30 | 16 | 7  | 7  | 53 | 40 | +13 | 39 |
| 4  | PFC Cherno More Varna               | 30 | 13 | 12 | 5  | 44 | 27 | +17 | 38 |
| 5  | ZhSK-Slavia Sofia                   | 30 | 15 | 7  | 8  | 54 | 33 | +21 | 37 |
| 6  | Trakia Plovdiv                      | 30 | 11 | 6  | 13 | 51 | 48 | +3  | 28 |
| 7  | PFC Chernomorets Burgas             | 30 | 10 | 8  | 12 | 51 | 56 | -5  | 28 |
| 8  | Botev Vratsa                        | 30 | 10 | 7  | 13 | 48 | 51 | -3  | 27 |
| 9  | PFC Spartak Pleven                  | 30 | 12 | 3  | 15 | 44 | 52 | -8  | 27 |
| 10 | Krakra Pernishki Pernik             | 30 | 10 | 7  | 13 | 42 | 53 | -11 | 27 |
| 11 | Akademik Sofia                      | 30 | 8  | 10 | 12 | 32 | 35 | -3  | 26 |
| 12 | PFC Beroe Stara Zagora              | 30 | 10 | 6  | 14 | 36 | 45 | -9  | 26 |
| 13 | Dunav Ruse (N)                      | 30 | 10 | 5  | 15 | 36 | 48 | -12 | 25 |
| 14 | Marek Stanke Dimitrov (N)           | 30 | 9  | 7  | 14 | 34 | 46 | -12 | 25 |
| 15 | Dobrudzha Tolbuhin                  | 30 | 8  | 8  | 14 | 32 | 44 | -12 | 24 |
| 16 | PFC Lokomotiv Sofia                 | 30 | 7  | 2  | 21 | 23 | 64 | -41 | 16 |

- (C) Campione nella stagione precedente
- (N) squadra neopromossa
- (CB) vince la Coppa nazionale

### Verdetti
- CSKA Septemvriysko zname Sofia Campione di Bulgaria 1968-69.
- Dobrudzha Tolbuhin e PFC Lokomotiv Sofia retrocesse in B PFG.

### Qualificazioni alle Coppe europee
- Coppa dei Campioni 1969-1970: CSKA Septemvriysko zname Sofia qualificato.
- Il miglior altro club di Filippopoli e il miglior altro club di Sofia vanno in Coppa Fiere.